# Lyng (Somerset)
Lyng is een civil parish in het bestuurlijke gebied Sedgemoor, in het Engelse graafschap Somerset met 338 inwoners.